# 松田哲 (社会学者)
松田 哲 （まつだ てつ、1963年 - ）は、日本の社会学者。流通経済大学スポーツ健康科学部教授。茨城県龍ケ崎市出身。

## 人物
専攻は教育社会学。経済学部在学中に社会学の講義を受けたことで社会学研究の道を志す。社会学の諸問題について自ら作詞、作曲したオリジナルソングにのせて分かりやすく解説する、「コンサート・レクチャー」と題した講演会を全国各地で展開している。また、青少年教育の分野において各種審議会委員などの要職も務めている。

## 経歴
- 1986年 流通経済大学経済学部卒業
- 1989年 筑波大学大学院教育学研究科修了
- 1989年 水戸短期大学専任講師
- 1995年 水戸短期大学助教授
- 2006年 流通経済大学スポーツ健康科学部准教授
- 2012年 流通経済大学スポーツ健康科学部教授

## 著書
【単 著】
- 『人間関係とコミュニケーション―ギターと映像によるコンサートレクチャー第１ステージ』（2006年、流通経済大学出版会）

【共 著】
- 『自己理解のための青年心理学』（2004年、八千代出版）

## 講演
- 「青少年教育ボランティアセミナー」（2006年、財団法人国立青少年教育振興機構）
- 「メディアとの接し方フォーラム」（2007年、鳥取県教育委員会）
- 「いばらき若者塾」（2008年、茨城県女性青少年課）
- 「青少年スキルアップ研修会」（2008年、財団法人茨城県青少年協会）

他多数

## 公的な職務
- 「青少年タウンミーティング」中央企画委員（内閣府）
- 「全国ユースフォーラム」アドバイザー（文部科学省）
- 「青少年健全育成審議会」副委員長（茨城県）
- 「茨城県青年の船」講師（茨城県）

他多数